# Heinrich Schiffner
Heinrich Schiffner, též česky jako Jindřich Schiffner, 28. května 1853, Cvikov v severních Čechách – 7. března 1938 tamtéž) byl česko-německý výrobce varhan působící převážně v Českých zemích.

## Život
Jeho otec Ignaz Schiffner byl tesařským mistrem ve Cvikově na Českolipsku. V roce 1864 Heinrich na žádost rodičů odjel do Prahy ke svému bratru Karlovi, u něhož se učil varhanářskému řemeslu a navštěvoval varhanářskou školu. Po dokončení studia v roce 1868/1869 se vydal na cestu, k varhanářským mistrům Friedrichu Ladegastovi do Weißenfelsu a následně k Urbanu Kreutzbachovi v Borně v Sasku.
V roce 1876 se vrátil do Čech a otevřel si vlastní varhanářskou dílnu v České Lípě. Jako jeho první práce v roce 1881 je uvedena oprava varhan v kostele Nejsvětější Trojice v Jiřetíně pod Jedlovou.
V roce 1889 převzal Heinrich Schiffner dílnu svého bratra na Smíchově. Rozšířil výrobu až na 30 zaměstnanců a do roku 1900 byl nejproduktivnějším varhanářem v okolí Prahy, vedle dílny varhanáře Emanuela Štěpána Petra z Opočna. V roce 1916 však musel kvůli finančním problémům firmu prodat varhanáři Josefu Růžičkovi.
V roce 1918 se Schiffner vrátil do rodného Cvikova v severních Čechách a odtud provedl ještě menší opravy varhan.
Heinrich Schiffner zemřel jako chudý ve Cvikově 7. března roku 1938.

## Varhany
Za dobu své činnosti firma Heinrich Schiffner, Prag (Jindř. Schiffner) postavila nebo přestavěla na 800 varhan především v Čechách, ale také na Moravě, v Horních Uhrách (Slovensko) a Malopolsku. Pro většinu Schiffnerových nástrojů obvyklé kvalitní intonační provedení.
Heinrich Schiffner byl první, kdo postavil varhany s mechanickými kuželovými vzdušnicemi. Kolem roku 1890 u větších nástrojů používal Barkerovy páky. Od roku 1896 stavěl pneumatické varhany. Jeho membránové vzdušnice však byly značně náchylné k chybám. 
Některé nástroje se dochovaly dodnes. Ty, které již neexistují, jsou v tabulce vyznačeny kurzívou.
Nové varhany
| Rok     | místo                    | kostel                         | obrázek | manuály/ pedály | počet rejstříků | poznámky |
| ------- | ------------------------ | ------------------------------ | ------- | --------------- | --------------- | --- |
| 1890    | Ktiš                     | sv. Bartoloměje                |         | I               | 8               | |
| 1891    | Strešovice               | sv. Norberta                   |         | II/P            | 18              | |
| 1895    | Smíchov                  | sv. Gabriela                   |         | II/P            | 18              | dochované? |
| 1900    | Praha Strahovský klášter | klášterní bazilika Panny Marie |         | III/P           | 59              | Vyměněny v roce 1987 |
| 1902    | Praha Malá Strana        | Panny Marie Vítězné            |         | II/P            | 27              | dochované |
| 1904    | Stráž nad Nisou          | sv. Kateřiny                   |         | I/P             | 12              | 2017 generální rekonstrukce |
| 1905    | Trutnovské Poříčí        | sv. Petra a Pavla              |         | II/P            | 19              | |
| 1908    | Český Krumlov            | sv. Víta                       |         | III/P           | 45              | dochované |
| 1909    | Praha Malá Strana        | Panny Marie pod řetězem        |         | II/P            | 27              | nedochovaly se |
| 1910    | Trutnov                  | kostel                         |         | III/P           | 40              | dochované |
| 1911-14 | Cínovec                  | Nanebevzetí Panny Marie        |         | II/P            | 10              | dochované, ale nehrají |
| 1914    | Litoměřice               | Katedrála svatého Štěpána      |         | III/P           | 47              | v barokním prospektu, roku 1942 postaveny nové varhany firmouJehmlich z Drážďan s píšťalami od Schiffnera v historickém prospektu |
| 1916    | České Budějovice         | sv. Jana Nepomuckého           |         | III/P           | 49              | |